# Religión en Ecuador
En cuanto a la religión en Ecuador, la mayoría de la población ecuatoriana profesa la fe católica.
Existen varias minorías religiosas, que abarcan desde denominaciones protestantes hasta el budismo, el islam y el judaísmo, entre otras.

## Estadísticas
| Afiliación             | % de la Población |
| ---------------------- | ----------------- |
| Católico               | 68.8%             |
| Evangélico             | 10.20%            |
| Evangélico pentecostal | 3.7%              |
| Evangélico bautista    | 0.9%              |
| Evangélico metodista   | 0.2               |
| Irreligión             | 10.1%             |
| Ateo                   | 1.1%              |
| Agnóstico              | 0.3%              |
| Adventista             | 1.2%              |
| Testigo de Jehová      | 1%                |
| Mormón                 | 0.1%              |
| Otro                   | 0.8%              |
| No sabe                | 0.5%              |
| No responde            | 0.5%              |

## Cristianismo

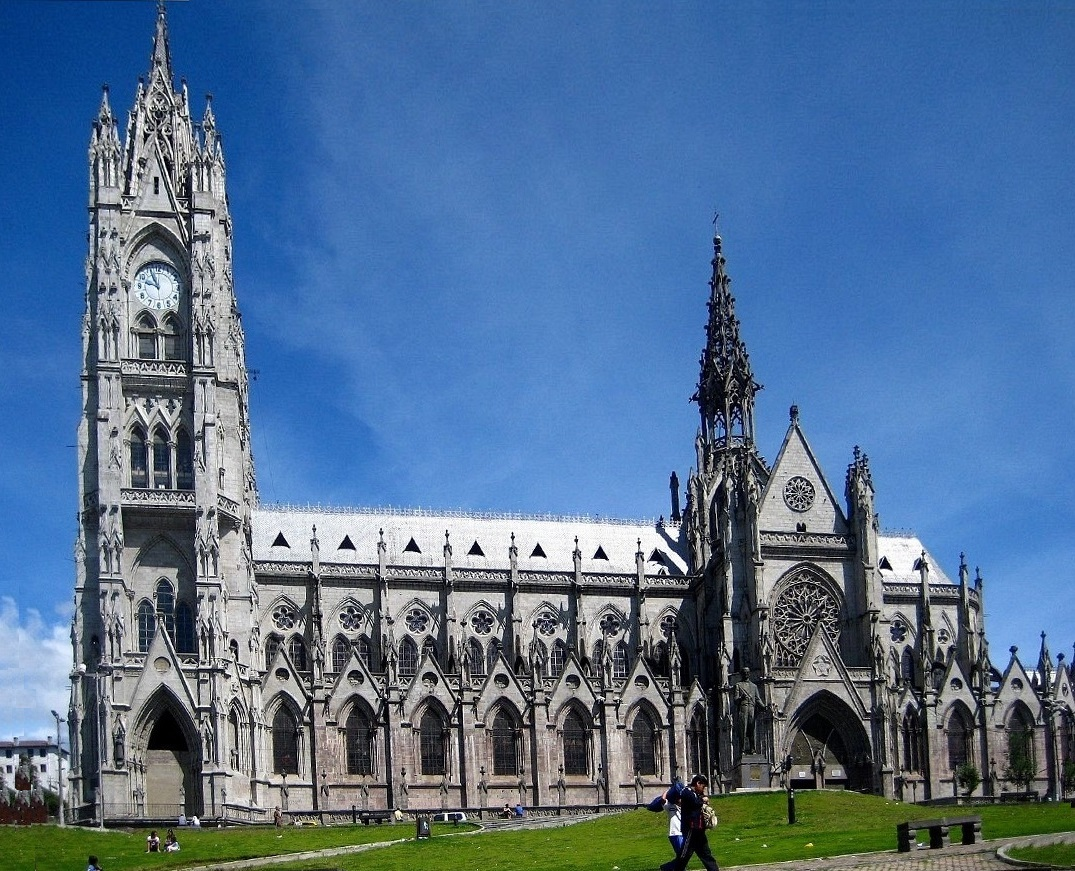
Basílica del Voto Nacional, en Quito.

### Catolicismo
El catolicismo es la religión más profesada por los ecuatorianos. La Iglesia Católica posee un lugar importante en los distintos aspectos de la sociedad ecuatoriana. La Constitución de 1869 designó al catolicismo como la religión oficial del país.
El actual Primado de Ecuador es el Arzobispo de Quito, Monseñor Alfredo Espinoza Mateus.

### Protestantismo
Aunque los protestantes representan a una minoría de la población, estos han mostrado un leve aumento en los últimos años. La mayoría de ellos se denominan pentecostales. El 13% de los creyentes son protestantes, según un estudio realizado por el diario ecuatoriano El Comercio en 2014.

## Judaísmo
Hay dos comunidades judías en Ecuador: la Comunidad Judía del Ecuador, con sede en Quito; y la Comunidad de Culto Israelita, con sede en Guayaquil. El número de judíos en el país ha disminuido considerablemente, debido principalmente al abandono de la fe por parte de los jóvenes o a la emigración de estos. Sin embargo, se cree que existen aproximadamente 600 miembros.

## Islam
La Comunidad Islámica del Ecuador es de denominación sunita, y tiene aproximadamente 60 miembros en Ecuador. Dirige la Mezquita Assalam en Quito. El Centro Islámico Al Hijra está ubicado en Guayaquil.

## Budismo
El budismo fue traído originalmente a Ecuador por inmigrantes de China y Japón. Un gran número de estos inmigrantes y sus descendientes han conservado su religión nativa. En 1995, los misioneros taiwaneses comenzaron a construir el Templo Misión Budista en Guayaquil, uno de los templos budistas más grandes de Sudamérica.

## Libertad religiosa
En Ecuador está garantizada la separación Iglesia-Estado.